# Gymnopilus njalaensis
Gymnopilus njalaensis là một loài nấm thuộc họ Cortinariaceae.